# The Valley
The Valley é a capital da colônia britânica de Anguila. Ela está localizada na região central da ilha de Anguila. Sua população em 2001 era de 1169 habitantes. Está localizada na latitude 18º 13' e na longitude 63º 03'.
A cidade tem alguns exemplares de arquitetura colonial inglesa do século XIX. Um dos pontos turísticos da ilha é as ruínas do Velho Tribunal que estão localizadas em Crocus Hill, o ponto mais alto da ilha, bem próximo a The Valley.
The Valley é servida pelo Anguila Wallblake Airport no qual opera alguns voos internacionais.